# Bema (architettura)

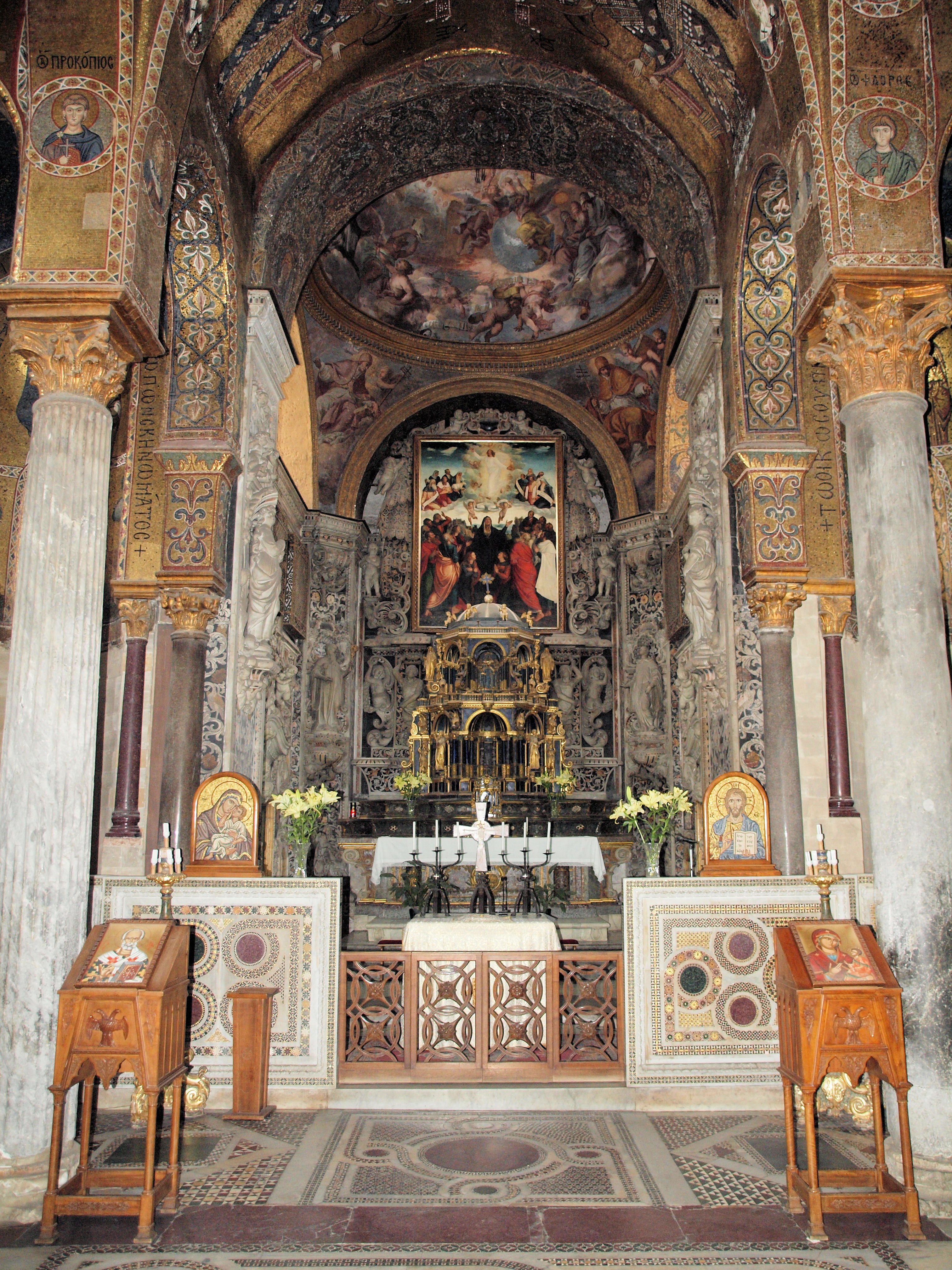
La Martorana (Palermo), chiesa cattolica
italo-albanese di rito bizantino

Il bema (traslitterazione del gr. βῆμα; pron. gr. moderno "vìma"), nelle antiche chiese orientali bizantine e ortodosse, è lo spazio, fisicamente chiuso mediante una struttura architettonica, situato alla fine della navata centrale e riservato al clero officiante. Con questo significato corrisponde genericamente al concetto e al termine di presbiterio, utilizzati nella Chiesa occidentale. Il bema, come spazio sacro, esclude il popolo dei fedeli dalla visione dei passaggi della liturgia: è infatti originaria del cristianesimo la tradizione di isolare i celebranti dai fedeli, raccolti nella navata, mediante divisioni di vario tipo, corrispondenti strutturalmente agli usi liturgici dell'epoca e al rapporto tra clero e fedeli. A separare lo spazio sacro del bema dal resto della chiesa è la tipica struttura bizantina dell'iconostasi, al centro della quale si trova il cancelletto di passaggio, chiamato appunto vimòthyro ("porta del bema").
A volte fu chiamato bema, inoltre, il banco rialzato sul presbiterio, che gira intorno alla curva dell'abside fiancheggiando la cattedra episcopale.

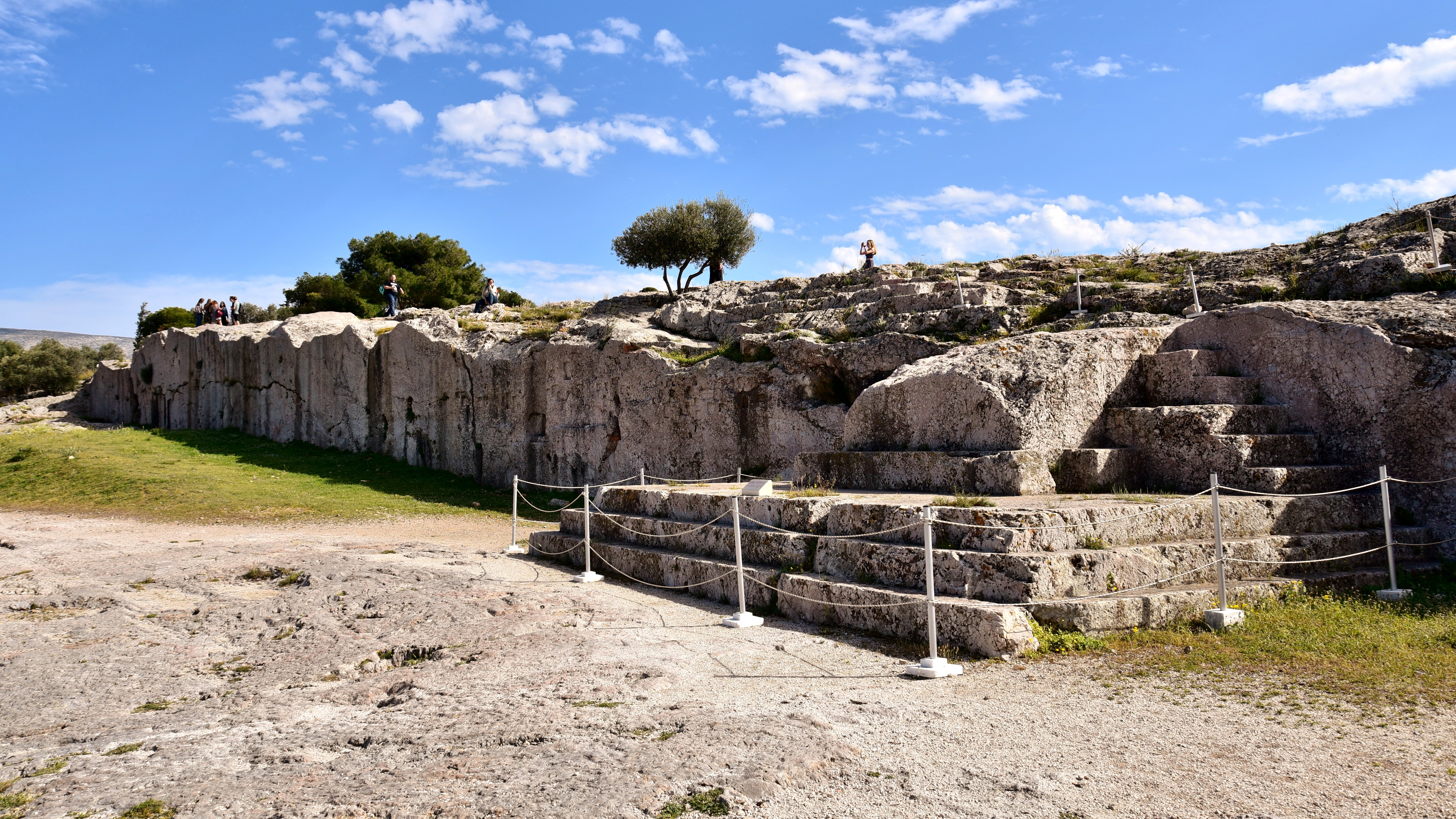
Resti del bema sulla Pnice di Atene

## Storia e tipologia

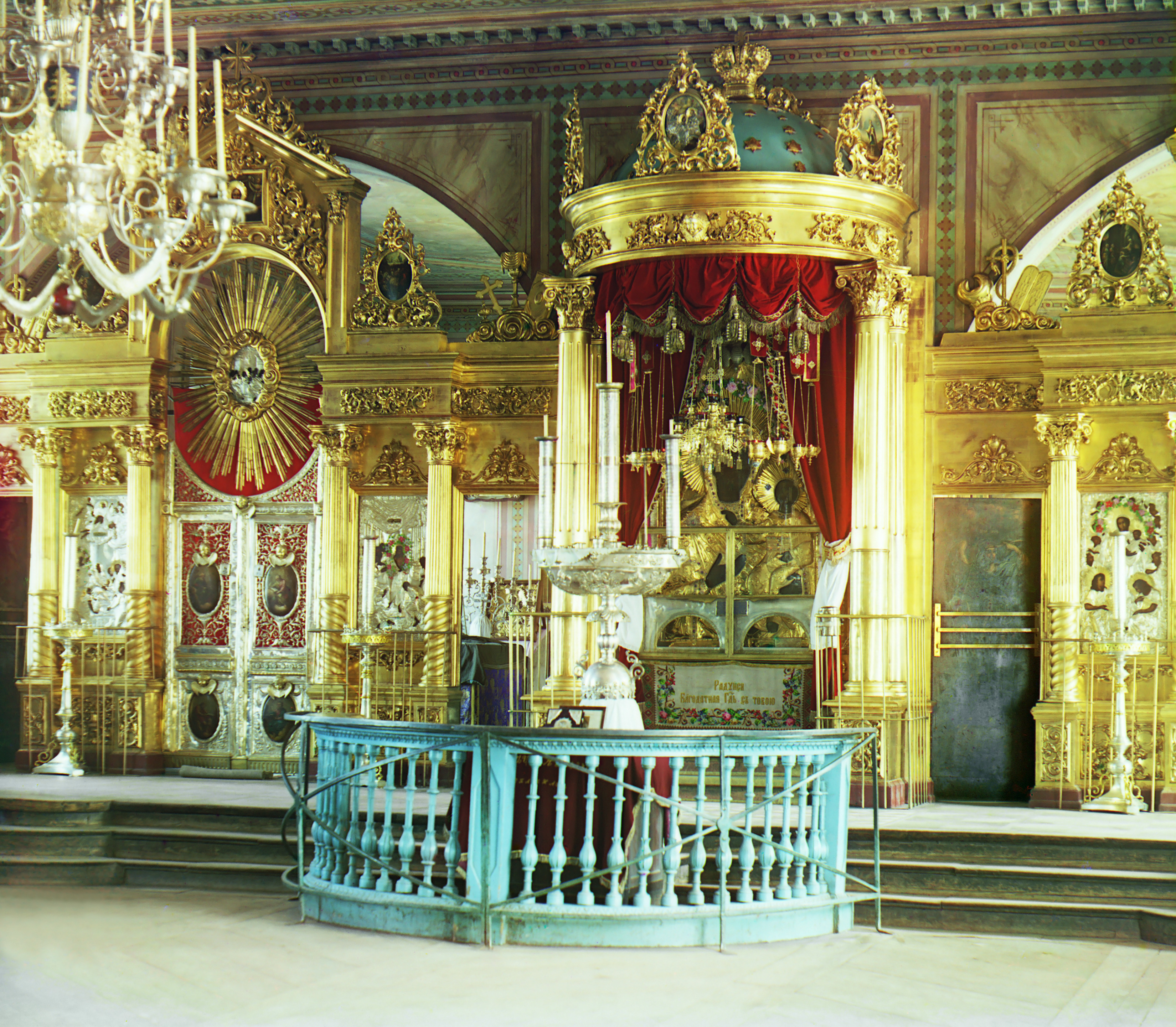
Il bema, con tre gradini che vi portano, della cattedrale ortodossa
della Dormizione a Smolensk

Sia la parola sia la struttura furono e sono ancora oggi utilizzate con riferimento quasi esclusivo alle chiese dell'area orientale del Mediterraneo. Il termine bema nella Grecia classica definiva sia una unità di misura di lunghezza (il «passo») sia anche, per traslato, «gradino» e «tribuna». Più specificamente indicava il rialzo, il piano sopraelevato sul quale montavano gli oratori nelle assemblee e nei tribunali: quindi uno spazio fisico, a cui venivano peraltro già assegnati i valori di «inviolabile», «intangibile» e «sacro».
Per estensione, ebbe anche il significato di «seggio del giudice», «luogo di giudizio» e «tribunale», che ricorre più volte nel Nuovo Testamento.
Di qui il significato liturgico originario: la zona o il gradino dal quale l'officiante prendeva la parola durante il rito, per la lettura delle Sacre Scritture o per la predicazione. Presente, con diverse tipologie strutturali, in quasi tutte le chiese di epoca paleo- o protobizantina, il bema si configura originariamente nella forma di una bassa recinzione, realizzata per lo più con materiali lapidei, che separava l'abside e la zona immediatamente antistante dal resto della chiesa; lo spazio del bema comprende generalmente l'altare (l'area dietro l'iconostasi), la solea (il percorso davanti all'iconostasi) e l'ambone (l'area davanti alla porta santa che si proietta nella navata). Questo schema generale nei secoli V e VI presenta un certo numero di varianti strutturali e dimensionali a carattere regionale, dipendenti a volte da specifiche motivazioni liturgiche: per cui gli studiosi distinguono bema di area greca, insulare, palestinese, siriaca, ecc. Il bema assume a volte dimensioni assai rilevanti rispetto a quelle delle altri parti della chiesa. In particolare, le varianti tipologiche dette greca e siriaca si presentano come uno spazio rettangolare, recintato e sopraelevato, profondamente aggettante all'interno della navata mediana, con apertura centrale e ambone integrato nella recinzione stessa. La variante architettonica siro-palestinese può essere posta in relazione con la schola cantorum, di tradizione occidentale.
Il bema, nella sua entità costruttiva e liturgica scomparve quasi interamente in età mediobizantina, in ragione delle novità intervenute nella liturgia e dell'adozione di nuove tipologie architettoniche delle chiese, con l'uso prevalente dell'iconostasi. Il termine tuttavia continuò a sussistere nel lessico della Chiesa bizantina e ortodossa, passando però a indicare genericamente l'intero spazio che nell'edificio di culto era riservato al clero (lo spazio posto al di là dell'iconostasi: quello cioè, invisibile ai fedeli, che accoglieva l'altare, la cattedra episcopale e le sedute dei concelebranti), fino a significare lo stesso che hieratéion e presbyterium e a corrispondere quindi al senso odierno di presbiterio.
Il bema è utilizzato anche nella tradizione islamica ed ebraica (nelle sinagoghe, il termine ebraico post-biblico bima o bimah (בּימה‎) indica la piattaforma usata per la lettura della Torah durante le funzioni).